# Trichobolus sphaerosporus
Trichobolus sphaerosporus är en svampart som beskrevs av Kimbr. 1967. Enligt Catalogue of Life ingår Trichobolus sphaerosporus i släktet Trichobolus, ordningen skålsvampar, klassen Pezizomycetes, divisionen sporsäcksvampar och riket svampar, men enligt Dyntaxa är tillhörigheten istället släktet Trichobolus, familjen Thelebolaceae, ordningen Thelebolales, klassen Leotiomycetes, divisionen sporsäcksvampar och riket svampar. Arten är reproducerande i Sverige. Inga underarter finns listade i Catalogue of Life.